# Polityka dyskrecjonalna
Polityka dyskrecjonalna – zwana także aktywną polityką gospodarczą lub polityką uznaniową, umożliwia rządowi wywieranie wpływu na sytuację gospodarczą państwa za pomocą aktywnej polityki fiskalnej, budżetowej lub monetarnej. Działania podejmowane w ramach polityki dyskrecjonalnej mają umożliwić rządowi osiągnięcie krótkoterminowych celów, często jednak wymuszają naruszenie obowiązujących zasad. Uważa się, że pojedyncza decyzja uznaniowa, która łamie przyjęte zobowiązanie, może znacznie pogorszyć wiarygodność rządu i długookresowe wyniki gospodarcze. Przeciwdziała temu zapisywanie pewnych zasad ekonomicznych w aktach prawnych (np. zawarta w polskiej konstytucji reguła długu publicznego, który nie może być wyższy niż 60% rocznego PKB) oraz delegowanie wykonywania pewnych funkcji gospodarczych do niezależnych instytucji, jak to ma miejsce w przypadku banków centralnych.